# Spansk klockhyacint
Spansk klockhyacint (Hyacinthoides hispanica) är en växtart i familjen sparrisväxter.